# إيمي هيتاري
إيمي يوسف أحمد محمد يحيى آل الهِتار المعروفة باسم إيمي هيتاري (مواليد 6 ديسمبر 1990، عدن) هي مغنية يمنية بدأت حياتها كمغنية تقوم بمحاكاة أغاني الأنمي اليابانية وتحويلها إلى اللغة العربية بنفس الوزن ونفس موضوع الأغنية، مع اختلاف الكلمات والتعابير.
ولكنها منذ 2019 بدأت العمل على مشروعها الفني المستقل للغناء بلون مختلف عن المشهد الغنائي العربي.
نالت شهرتها الحقيقية على الصعيد العربي بعد أن تبني المنتج والملحن والكاتب الأردني عزالدين الشويخ إنتاج أغنيتين لها من كلماته وألحانه بعنوان «الحياة أمل» و«أحلام» ونالت هذه الأخيرة نجاحاً جماهرياً واسعاً حيث حققت الأغنية ما يزيد عن 39 مليون مشاهدة على اليوتيوب.
تلقى أعمالها ملايين المشاهدات، وتتوفر على أكثر من 30 أغنية إنمي حتى الآن في قناتها على اليوتيوب.
خاضت تجربة الدوبلاج مع مركز الزهرة في مسلسل أساطير في قادم الزمان.

## حياتها ودراستها
إيمي الفتاة من عدن، جنوب اليمن، كانت قد تخرجت من جامعة المدينة بدرجة البكالوريوس في آداب اللغة العربية سنة 2015 . اختارت إيمي تخصصها الجامعي لتعلقها بالعربية، اللغة المخملية كما تسميها. خيارها هذا كان في وقت لاحق حاسماً في صقل قدراتها لتتمكن من كتابة وأداء نصوص فصيحة مقيدة بأفكار معينة وهي عملية تتطلب رشاقة لغوية. اتجهت إيمي بعد التخرج مباشرة لدراسة الموسيقى وأساسياتها والصوت وتقنيات الغناء في معهد جميل غانم بعدن، لكنها تتمنى دائماً لو أتيح لها المزيد من فرص التعلم والتدريب. المثير للاهتمام هو أن المشوار الجامعي والميول الفني انسجما بطريقة فريدة لصنع حالة إيمي هتاري.

## مسيرتها الفنية
برزت إيمي هتاري صاحبة الصوت المميز كظاهرة غنائية فريدة سنة 2013 حيث بدأت بتسجيل أول أغنية لها من كتابة صديقتها الأستاذة أنغام عدنان، ووجدت إقبالاً كبيراً من المشاهدين، ما دفعها إلى الاستمرار رغم الإمكانيات البسيطة، فأيمي لا تغني سوى بالعربية الفصحى، سواءاً أغانيها الأصلية أو أغاني المحاكاة لشارات الأنمي اليابانية الشهيرة. كانت بدايتها أن لمع نجمها في مجتمع الأوتاكو العربي (مُعجبو الأنمي والمانجا اليابانية) بعد تكريسها كل طاقاتها في الغناء والكتابة لإعادة تقديم أفكار الأغاني اليابانية والكورية بقالب عربي كأول اتجاه من نوعه. لذا فمعجبوها ومتابعوها الكثر يتوزعون من المحيط إلى الخليج ويغدقونها بالاهتمام والمتابعة بما يفوق ما تلقاه محلياً.
بدأت المحاكاة كهاوية لكنها الآن تنتج أعمالها الأصلية والتي راجت على نطاق واسع. بعد ألبومها “الحياة أمل” في 2017 والذي حاز على مجموع مشاهدات تجاوزت الـ 50 مليون مشاهدة على قناتها على يوتيوب. أطلقت في 1 فبراير 2019 ألبومها الثاني “سُكر“، رافق ذلك تجاوز متابعيها حاجز النصف مليون متابع على ذات القناة. كما وفي 8 مارس 2019 أحيت إيمي حفلها الموسيقي الخاص الأول في بغداد، بعد مشاركات سابقة في مهرجانات بين عدن وبغداد.
رسم الابتسامة على وجوه مستمعي أغانيها هو ما يجعلها تشعر بالسعادة، حيث تقول، «وصول صوتي إلى العالم جميل بالنسبة لي وأشعر بسعادة لا توصف ولا يمكن أن أشرح مدى سعادتي بهذا الشيء».
في 31 أغسطس 2019 أصدرت إيمي أغنية «ما هو ذنبي؟» وهي فكرة توعوية تبنتها منظمة الأمم المتحدة للسكان بالتعاون مع ايمي في محاولة للحد من ظاهرة زواج القاصرات، وتتحدث الأغنية عن فتاة قاصر تم حرمانها من التعليم وإرغامها على الزواج، وتوضح الظلم الذي يحدث لهذه الفتاة القاصر بسبب هذه الظاهرة، والاغنية تلخص جوانب كثيرة توعوية من خلال كلام تقوله الام لنفسها ولجنينتها.
في 15 نوفمبر 2019 تسلمت إيمي جائزة صندوق الأمم المتحدة للسكان، للقيادة والالتزام بتحقيق الحقوق والخيارات للجميع في قمة نيروبي العالمية. وقال صندوق الأمم المتحدة للسكان إنه اختار إيمي ممثلة عن المنطقة العربية وكرمها بالجائزة مقابل مساهماتها ومشاركاتها الفاعلة في المجتمع، ودورها في البحث عن حلول لظاهرة زواج القاصرات. وذكرت إيمي عقب تسلمها الجائزة، أنّ هذا التكريم ليس لها فقط بل لكل فتاة يائسة في اليمن وتتوق للوصول إلى أحلامها، وقالت إنها من أجل السلام أيضاً.
في سبتمبر 2019 تعاقدت إيمي مع شركة التوزيع الرقمي إنجاز ديجيتال وأصدرت الأغنية المنفردة «من حولنا» التي تدور حول الحُسن والنِعَم والآفاق التي توجد حولنا في الكون.

## ديسكوغرافيا

### الأغاني المنفردة[8]
| العام | اسم الأغنية         | كلمات                          | ملاحظات                                                                             | المدة |
| ----- | ------------------- | ------------------------------ | ----------------------------------------------------------------------------------- | ----- |
| 2016  | سمعت صوتك           | كولد                           | أغنية أصلية للعبة الأوتومي العربية "حينما سمعت صوتك"، من غناء كولد بالتعاون مع إيمي | 2:01  |
| 2019  | أغنية العيد: أيامنا | بيرمو                          | أغنية تعاونية بالتعاون مع خيري ويوي تشان                                            | 2:48  |
| 2019  | ما هو ذنبي؟         | أنغام عدنان                    | أغنية توعوية للحد من ظاهرة زواج القاصرات                                            | 4:17  |
| 2020  | من حولنا            | سيدي خالد بن علال وأنغام عدنان | الأغنية الأولى من ألبوم "من بين الركام"                                             | 3:40  |

### الألبومات

#### ألبوم الحياة أمل (2017)
قامت إيمي بإعادة غناء الأغنيتين من مغنيها الأصلي عزالدين الشويخ
| # | اسم الأغنية | كلمات          | ألحان          | هندسة صوتية    | إنتاج          | المدة |
| - | ----------- | -------------- | -------------- | -------------- | -------------- | ----- |
| 1 | الحياة أمل  | عزالدين الشويخ | عزالدين الشويخ | عزالدين الشويخ | عزالدين الشويخ | 4:14  |
| 2 | أحلام       | عزالدين الشويخ | عزالدين الشويخ | عزالدين الشويخ | عزالدين الشويخ | 4:58  |

#### ألبوم سكر (2019)
| # | العنوان      | المدة |
| - | ------------ | ----- |
| 1 | سكر          | 3:18  |
| 2 | يا ترى ما بي | 4:52  |
| 3 | أن الأوان    | 4:31  |
| 4 | درب النجاح   | 3:16  |
| 5 | رسام         | 2:06  |

### البوم من بين الركام (2020-2021)
بعد انتقالها للعيش في مصر اطلقت ايمي هيتاري احدث البوماتها «من بين الركام» ليتم اطلاق أغنية كل شهر على قناتها على يوتيوب وكذلك عبر منصات الموسيقى.
| # | اسم الاغنية | كلمات | الحان       | هندسة صوتية | انتاج فني    | مدة الاغنية | تاريخ الاطلاق |
| - | ----------- | ----- | ----------- | ----------- | ------------ | ----------- | ------------- |
| 1 | مرحبًا       | انغام | ايمي هيتاري | ايمي هيتاري | ايمي هيتاري  | 4:35        | 18 ديسمبر2020 |
| 2 | اكاذيب      | انغام | ايمي هيتاري | ايمي هيتاري | احمد المغيني | 6:09        | 29 يناير 2021 |

### أغاني انمي مدبلجة
| #  | العنوان                                   | الأغنية الأصلية                     | اسم الانمي                       | المدة |
| -- | ----------------------------------------- | ----------------------------------- | -------------------------------- | ----- |
| 1  | أشتاق اليك                                | Missing You                         | المتحري الروحي ياكومو            | 6:00  |
| 2  | برتقال                                    | Orange                              | كذبتك في أبريل                   | 6:25  |
| 3  | نور سام عال                               | Netsujou no Spectrum                | الخطايا السبع المميتة            | 4:13  |
| 4  | الطائر الأزرق                             | Blue Bird                           | ناروتو شيبودن                    | 4:42  |
| 5  | شارك العالم                               | Share the World                     | ون بيس                           | 3:39  |
| 6  | نادي لي باسمي                             | Sore wa Chiisana Hikari no Youna    | البلدة في غيابي (المندثر)        | 5:06  |
| 7  | انهيار                                    | Unravel                             | طوكيو غول                        | 4:19  |
| 8  | مطاردة                                    | Chasing                             | فيري تيل                         | 3:53  |
| 9  | لحن الحياة                                | Bokura Ha Imano Nakade              | لاف لايف!                        | 4:51  |
| 10 | الهجوم على العمالقة - نسخة البيانو        | Guren No Yumiya                     | هجوم العمالقة                    | 5:19  |
| 11 | الهجوم على العمالقة - نسخة صندوق الموسيقى | Guren No Yumiya                     | هجوم العمالقة                    | 4:23  |
| 12 | يوتيربي                                   | Euterpe                             | غيلتي كراون                      | 4:34  |
| 13 | ذاكرتك                                    | Kimi no Kioku                       | هاكوكي "Hakuoki"                 | 4:43  |
| 14 | القمر الشاحب                              | Aoki tsuki Michite                  | الخادم الأسود                    | 4:54  |
| 15 | لكَ لا بديل                                | X_U                                 | أوواري نو سيراف                  | 4:46  |
| 16 | مرة تلو الأخرى                            | Time After Time                     | المحقق كونان                     | 4:26  |
| 17 | اللعبة الكبرى                             | Fire                                | اللعبة الكبرى (أنمي)             | 2:12  |
| 18 | روبن هود                                  | Robin Hood                          | روبن هود: السهم الناري           | 1:31  |
| 19 | هذه اللعبة                                | This Game                           | لا لعب لا حياة "No Game No Life" | 7:27  |
| 20 | الدمية أليس                               | Still Doll                          | فارس مصاص الدماء                 | 3:48  |
| 21 | حان الوقت                                 | The Day                             | أكاديميتي للأبطال                | 4:30  |
| 22 | في انتظارك دوما أن تعود                   | I'll Find You Sooner Than the Stars | ون بنش مان                       | 4:43  |
| 23 | حكايات ما أحلاها                          | Make it Happen                      | الحكايات الأكثر شهرة             | 2:34  |
| 24 | مغامرات حنين                              | Love                                | مغامرات حنين                     | 1:42  |
| 25 | للحب جمال ولون                            | LOOP                                | تسوباسا كرونيكل                  | 6:19  |
| 26 | أنت الأمان                                | Mother                              | دروب ريمي                        | 2:52  |
| 27 | وداعا إلى اللقاء                          | Sandybell                           | ساندي بل                         | 1:22  |
| 28 | الانعكاس                                  | Reflectia                           | دموع حقيقية "True Tears"         | 5:16  |
| 29 | لا تبك يا صغيري                           | The Biggest Dreamer                 | أبطال الديجيتال (الجزء الثالث)   | 3:04  |
| 30 | أغنية الرياح                              | Soraha Takaku Kazeha Utau           | فيت/زيرو                         | 4:53  |

## فيلموغرافيا

### دبلجة الإنميات
| السنة | اسم الإنمي            | الدور     |
| ----- | --------------------- | --------- |
| 2019  | أساطير في قادم الزمان | عدة أدوار |

## حفلات ومهرجانات

### حفلاتها الخاصة
- في 8 مارس 2019، أحيت إيمي أول حفل غنائي منفرد لها في بغداد.[9]

### مشاركاتها في المهرجانات
- في 15 أبريل 2018، غنت إيمي في حفل تخرج مدرسة غاندي الدولية في عدن.[10]
- في 28 أبريل 2018، غنت إيمي في معرض عدن الإبداعي الأول.[11]
- في 14 ديسمبر 2018، شاركت إيمي في مهرجان فانز العراق الثالث في بغداد.[12]
- في 15 فبراير 2019، شاركت إيمي في مهرجان فانز العراق الرابع في بغداد.[13]